# Chef du gouvernement d'Andorre
Pour les articles homonymes, voir Président du Gouvernement.
Le chef du gouvernement d'Andorre (en catalan : Cap de Govern d'Andorra) est le chef du gouvernement de la principauté. Il est élu par le Conseil général (Consell General) et nommé par les coprinces d'Andorre. En tant que dirigeant du gouvernement, il est le principal détenteur du pouvoir exécutif.

## Histoire
La fonction est créée le 8 janvier 1982 en même temps que le gouvernement d'Andorre puis est normalisée en 1993 avec la création de la première Constitution nationale.

## Élection
Le chef de gouvernement est élu au cours de la première session du Conseil général, soit au maximum huit jours après son entrée en fonction.
Pour pouvoir être candidat, une personne doit être présentée par 1⁄5 des membres du Conseil général. Toutefois chaque conseiller ne peut donner son accord qu'à une candidature. Après que chaque candidat a présenté son programme, le Conseil général procède à l'élection. Le vote est public et oral, et le candidat, pour être élu, doit obtenir la majorité absolue. En cas de second vote, les deux candidats pouvant se présenter sont ceux ayant reçu le plus de votes. Le premier candidat obtenant alors plus de voix est élu chef de gouvernement.
Il est ensuite nommé par les coprinces d'Andorre.

## Fonctions
Le chef du gouvernement est le président du gouvernement d'Andorre et propose entre autres les lois au Conseil général.

## Censure
Le chef de gouvernement, et le gouvernement, est responsable devant le Conseil général. Ainsi, 1⁄5 des conseillers peut déposer une motion de censure (écrite et motivée). Entre 3 et 5 jours après le dépôt de la motion de censure, un débat doit avoir lieu. Ce débat est ensuite suivi d'un vote public et oral. La motion est adoptée si elle obtient la majorité absolue et, en conséquence, le chef de gouvernement doit présenter sa démission
Il existe toutefois une exception dans le sens où aucune motion de censure ne peut être présentée dans la période de six mois suivant l'élection du chef de gouvernement. Les conseillers ayant déposé la motion de censure ne peuvent pas en déposer une nouvelle pendant une période d'un an.

## Sources